# Братське (Роменський район)
Бра́тське — село в Україні, у Сумській області, Роменському районі. Населення становить 45 осіб. Входить до складу Андріяшівської сільської громади. До 2017 орган місцевого самоврядування - Василівська сільська рада.

## Географія
Біля села Братське тече струмок, який через 5 км впадає у річку Артополот.
На відстані 1 км розташовані села Чисте та Василівка.

## Історія
15 червня 1943 року нацистські окупанти спалили повністю село Братське Роменського району.

## Економіка
- Молочно-товарна ферма.

## Джерело
Погода в селі [Архівовано 19 грудня 2011 у Wayback Machine.]